# 4-те тисячоліття

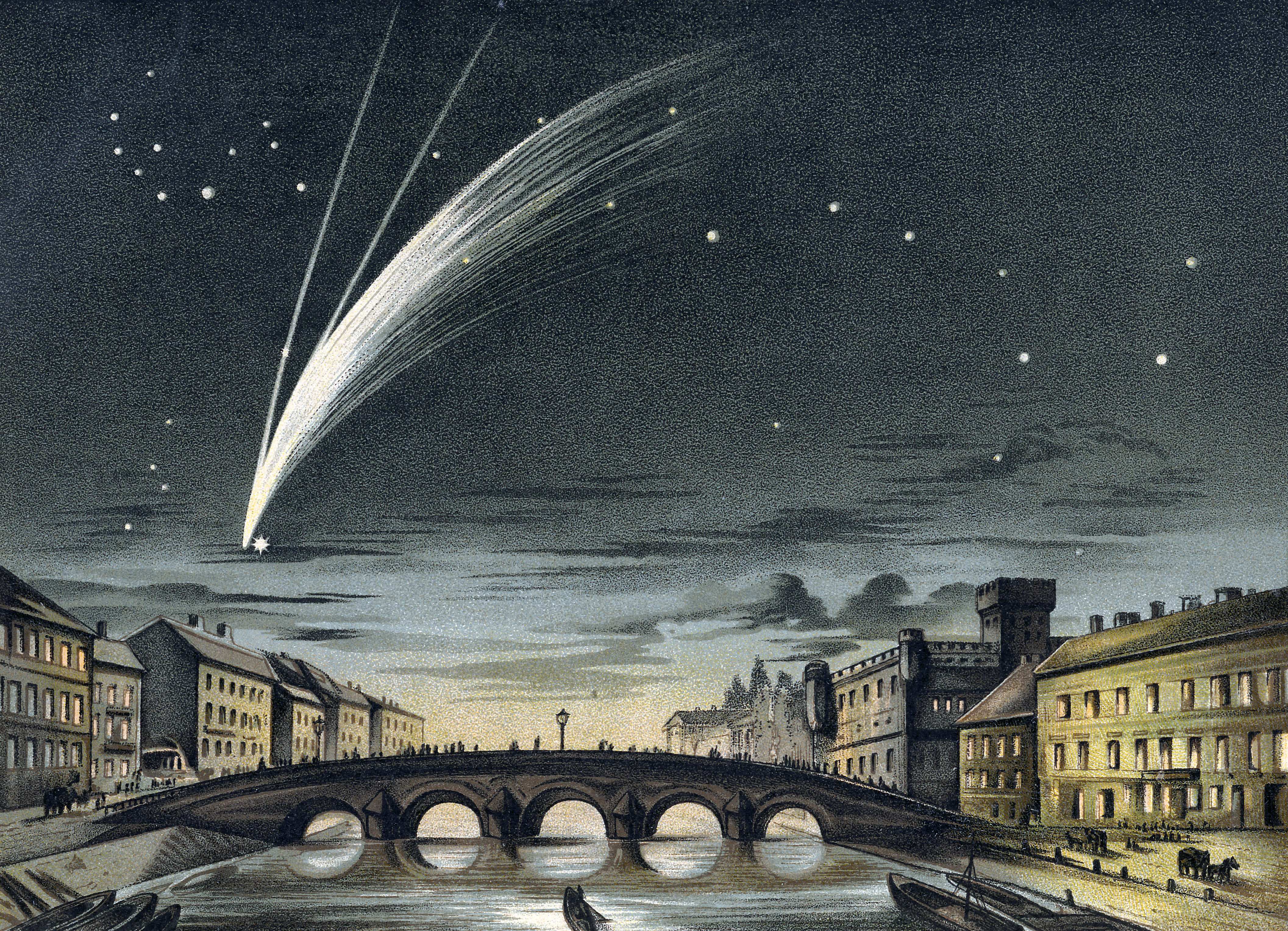
У 4 тисячолітті очікується повернення комети C/1858 L1 (Донаті)

Четверте тисячоліття — проміжок часу від 1 січня 3001 року нашої ери до 31 грудня 4000 року нашої ери.

## Астрономічні події
- В четвертому тисячолітті Землю очікує 2366 сонячних затемнень.
- В четвертому тисячолітті очікується повернення комети C/1858 L1 (Донаті)

## Цікаві факти
- Оскільки, григоріанський календар теж має деякі похибки зі справжнім сонячним роком, то до 3328 року різниця між справжнім роком і григоріанським календарем складе 1 день.